# Lee Jin-taek
Lee Jin-taek (Chunranamdo, 13 aprile 1972) è un ex altista sudcoreano, tre volte campione asiatico della specialità.

## Biografia
Partecipò a tre edizioni dei Giochi olimpici, ottenendo come miglior risultato un ottavo posto ad Atlanta 1996.

## Palmarès
| Anno | Manifestazione               | Sede             | Evento        | Risultato   | Prestazione | Note  |
| ---- | ---------------------------- | ---------------- | ------------- | ----------- | ----------- | ----- |
| 1990 | Campionati asiatici juniores | Pechino          | Salto in alto | Oro         | 2,20 m      |       |
| 1991 | Campionati asiatici          | Kuala Lumpur     | Salto in alto | Oro         | 2,22 m      |       |
| 1992 | Giochi olimpici              | Barcellona       | Salto in alto | 19º (qual.) | 2,20 m      | [ 2 ] |
| 1993 | Campionati mondiali indoor   | Toronto          | Salto in alto | 17º (qual.) | 2,20 m      |       |
| 1993 | Giochi dell'Asia orientale   | Shanghai         | Salto in alto | Argento     | 2,26 m      |       |
| 1993 | Universiadi                  | Buffalo          | Salto in alto | 5º          | 2,24 m      |       |
| 1993 | Campionati mondiali          | Stoccarda        | Salto in alto | 20º (qual.) | 2,20 m      |       |
| 1993 | Campionati asiatici          | Manila           | Salto in alto | Oro         | 2,24 m      |       |
| 1994 | Giochi asiatici              | Hiroshima        | Salto in alto | Argento     | 2,24 m      |       |
| 1995 | Campionati asiatici          | Giacarta         | Salto in alto | Oro         | 2,26 m      |       |
| 1995 | Campionati mondiali          | Göteborg         | Salto in alto | 20º (qual.) | 2,24 m      |       |
| 1995 | Universiadi                  | Fukuoka          | Salto in alto | 4º          | 2,27 m      |       |
| 1996 | Giochi olimpici              | Atlanta          | Salto in alto | 8º          | 2,29 m      | [ 3 ] |
| 1997 | Giochi dell'Asia orientale   | Busan            | Salto in alto | Oro         | 2,28 m      |       |
| 1997 | Campionati mondiali indoor   | Parigi           | Salto in alto | 30º (qual.) | 2,10 m      |       |
| 1997 | Campionati mondiali          | Atene            | Salto in alto | 8º          | 2.29 m      |       |
| 1997 | Universiadi                  | Catania          | Salto in alto | Oro         | 2,32 m      |       |
| 1998 | Campionati asiatici          | Fukuoka          | Salto in alto | Argento     | 2.27 m      |       |
| 1998 | Giochi asiatici              | Bangkok          | Salto in alto | Oro         | 2,27 m      |       |
| 1999 | Universiadi                  | Palma di Maiorca | Salto in alto | Bronzo      | 2,28 m      |       |
| 1999 | Campionati mondiali          | Siviglia         | Salto in alto | 8º          | 2,29 m      |       |
| 2000 | Giochi olimpici              | Sydney           | Salto in alto | 21º (qual.) | 2,20 m      | [ 4 ] |
| 2001 | Giochi dell'Asia orientale   | Osaka            | Salto in alto | Oro         | 2,23 m      |       |
| 2002 | Giochi asiatici              | Busan            | Salto in alto | Oro         | 2,23 m      |       |